# Funafuti
Funafuti [funaˈfuːti, engl. fuːnəˈfuːtɪ] ist ein Atoll des Inselstaates Tuvalu und als Stadtgemeinde dessen offizielle Hauptstadt. Alle staatlichen Einrichtungen befinden sich im Dorf Vaiaku, welches als inoffizielle Hauptstadt gilt, auf der Insel Fongafale.
Funafuti ist auch die einzige Stadtgemeinde und einer von acht Bezirken (Falekaupule) des unabhängigen Staates Tuvalu.
Die Lagune des Atolls misst etwa 18 km × 14 km. Der schmale Landstreifen zwischen der Lagune und dem offenen Meer ist maximal etwa 200 Meter breit. Die Landfläche beträgt 2,79 Quadratkilometer und die Gesamtfläche mit Lagune 277 Quadratkilometer.

## Bevölkerung
Die Bevölkerungszahl beträgt 6320 (Zensus 2017). Rund 60 Prozent der Tuvaluer leben auf Funafuti. Damit ist es das am dichtesten bevölkerte Atoll des Landes. Die größte bewohnte Insel ist Fongafale im Osten des Atolls mit dem Dorf Vaiaku (682 Einwohner; 2012) als Regierungssitz. Manchmal werden Fongafale oder Vaiaku als Hauptstadt angegeben, jedoch bildet die gesamte Stadtgemeinde Funafuti die amtliche Hauptstadt.
Die einzelnen Dörfer sind:
| Dorf         | Insel (Lage)        | Einwohner (2012) | Koordinaten                  |
| ------------ | ------------------- | ---------------- | ---------------------------- |
| Alapi        | Fongafale (Zentrum) | 1.059            | 8° 31′ 15″ S, 179° 11′ 48″ O |
| Amatuku      | Amatuku             | 128              | 8° 26′ 16″ S, 179° 10′ 13″ O |
| Fakaifou     | Fongafale (Zentrum) | 1.191            | 8° 31′ 3″ S, 179° 12′ 3″ O   |
| Funafala     | Funafala            | 018              | 8° 37′ 42″ S, 179° 6′ 7″ O   |
| Lofeagai     | Fongafale (Norden)  | 629              | 8° 28′ 52″ S, 179° 11′ 32″ O |
| Senala       | Fongafale (Zentrum) | 1.222            | 8° 31′ 3″ S, 179° 11′ 54″ O  |
| Tekavatoetoe | Fongafale (Süden)   | 651              | 8° 32′ 6″ S, 179° 11′ 8″ O   |
| Teone        | Fongafale (Norden)  | 572              | 8° 29′ 57″ S, 179° 11′ 42″ O |
| Vaiaku       | Fongafale (Zentrum) | 682              | 8° 31′ 28″ S, 179° 11′ 39″ O |

## Geographie
Das Atoll umfasst mindestens 30 Inseln, die die TeNamo-Lagune umgeben, die mit 275 Quadratkilometer Fläche und bis zu 52 Metern Tiefe weitaus größte Lagune in Tuvalu, gefolgt von der Lagune des Atolls Nukufetau mit 142 Quadratkilometer. Die Landfläche von Funafuti liegt dagegen mit 2,8 Quadratkilometer im Mittelfeld der neun Inseln beziehungsweise Atolle Tuvalus.
Südöstlich des Atolls befindet sich Nukulaelae; Im Nordwesten befinden sich Nukufetau und die Insel Vaitupu. Der westliche Teil des Atolls liegt in der Funafuti Conservation Area, einem 33 km² großen Meeresschutzgebiet, das seit 1999 besteht.

### Klima
|                       | Jan   | Feb   | Mär   | Apr   | Mai   | Jun   | Jul   | Aug   | Sep   | Okt   | Nov   | Dez   |   |         |
| Mittl. Tagesmax. (°C) | 30,7  | 30,8  | 30,6  | 31,0  | 30,9  | 30,6  | 30,4  | 30,4  | 30,7  | 31,0  | 31,2  | 31,0  | ⌀ | 30,8    |
| Mittl. Tagesmin. (°C) | 25,5  | 25,3  | 25,4  | 25,7  | 25,8  | 25,9  | 25,7  | 25,8  | 25,8  | 25,7  | 25,8  | 25,7  | ⌀ | 25,7    |
|                       |       |       |       |       |       |       |       |       |       |       |       |       |   |         |
| Niederschlag (mm)     | 413,7 | 360,6 | 324,3 | 255,8 | 259,8 | 216,6 | 253,1 | 275,9 | 217,5 | 265,5 | 275,9 | 393,9 | Σ | 3.512,6 |
|                       |       |       |       |       |       |       |       |       |       |       |       |       |   |         |
| Sonnenstunden (h/d)   | 5,8   | 5,7   | 6,0   | 6,7   | 6,3   | 6,7   | 6,3   | 7,1   | 7,0   | 7,5   | 6,3   | 5,7   | ⌀ | 6,4     |
|                       |       |       |       |       |       |       |       |       |       |       |       |       |   |         |
| Regentage (d)         | 20    | 19    | 20    | 19    | 18    | 19    | 19    | 18    | 16    | 18    | 17    | 19    | Σ | 222     |
|                       |       |       |       |       |       |       |       |       |       |       |       |       |   |         |
| Luftfeuchtigkeit (%)  | 82    | 82    | 82    | 82    | 82    | 82    | 83    | 82    | 81    | 81    | 80    | 81    | ⌀ | 81,7    |

| 25,5 |

| 25,3 |

| 25,4 |

| 25,7 |

| 25,8 |

| 25,9 |

| 25,7 |

| 25,8 |

| 25,8 |

| 25,7 |

| 25,8 |

| 25,7 |

| 25,5 |

| 25,3 |

| 25,4 |

| 25,7 |

| 25,8 |

| 25,9 |

| 25,7 |

| 25,8 |

| 25,8 |

| 25,7 |

| 25,8 |

| 25,7 |

## Geschichte

### Vorgeschichte
Nach einer Sage, die der Missionar George Turner aufgezeichnet hat, war der erste Bewohner von Funafuti der Igelfisch, dessen Nachkommen Männer und Frauen waren.:43 Eine andere mündliche Überlieferung berichtet, der Gründervater sei Telematua (oder Telemaiatua), angeblich ein Riese, der mit seinen zwei Frauen von Samoa auf die Insel kam. Er blieb aber nicht auf Dauer, sondern zog auf der Suche nach schönerem und fruchtbarerem Land weiter nach Vaitupu. Telematuas Sohn und Nachfolger war Kaitosuga, der angeblich den Sumpftaro (Cyrtosperma merkusii), eine wichtige Nahrungspflanze, auf die Insel brachte. Die Überlieferung berichtet weiterhin von einer Einwanderungswelle aus Kiribati, die sich mit der ursprünglichen Bevölkerung vermischte, sowie von einer Invasion von Kriegern aus Tonga. Es wird erzählt, dass die Tonganer mit zwei oder drei Kanus ankamen, besetzt mit je 100 Kriegern, und den Häuptling Toua und einen großen Teil der Einwohner Funafutis aus reiner Mordlust massakrierten. Sein Enkel, ein großer Krieger, konnte weitere Invasionen von Tonga abwehren, starb aber schließlich in einer blutigen Schlacht. Einer von Touas Nachfolgern teilte den Besitz an Land, das bis dahin alleiniges Eigentum des Oberhäuptlings (aliki tupu) war, unter den Großfamilien auf. In der ersten Hälfte des 19. Jahrhunderts gab es eine Fehde zwischen Funafuti und der Insel Nukulaelae, während der Krieger von Funafuti zu der Nachbarinsel segelten und viele Bewohner töteten.:45
Inwieweit solche Erzählungen einen wahren Kern haben, ist nicht zu belegen, da sie nur auf mündlicher Weitergabe beruhen. Die Insulaner hatten keine eigene Schrift entwickelt. Tatsächlich waren, wie aus sprachlichen Vergleichen hervorgeht, die ersten Bewohner Funafutis Polynesier, die im Rahmen der Polynesischen Expansion höchstwahrscheinlich von Samoa, möglicherweise auch von Tonga einwanderten.
Bis zur Mission waren die Ureinwohner Funafutis Anhänger der Naturreligion, sie verehrten die Kräfte der Natur, Vögel, Fische und Geister, aber auch vergöttlichte Vorfahren. Es scheint so, dass religiöse und weltliche Macht, das Amt des Priesters (vakatua) und es Häuptlings (aliki), in einer Person vereint waren. Als aliki tupu (Oberhäuptling oder „König“, wie ihn die Europäer bezeichneten) wurde jeweils der älteste Mann aus einer der vier führenden Familien der Hauptinsel Fongafale gewählt.:44 Das Herrschaftssystem der aliki endete mit der Ankunft der Missionare von Samoa. Der letzte aliki tupu war Elia, der 1902 starb.:95

### Entdeckungsgeschichte
Der amerikanische Handelskapitän Arent Schuyler de Peyster, Kommandant der bewaffneten Brigantine Rebecca, die unter britischer Flagge segelte, entdeckte am Montag, dem 17. Mai 1819, ein Atoll, das er „Ellice´s Group“ nannte, nach Edward Ellice (27. September 1783 – 17. September 1863), dem Eigner der Rebecca, einem britischen Kaufmann und Politiker.

„The cocoanut trees were the first objects we saw, than the low beach, and, on approaching within 4 miles, a large group of islands, apparently consisting of 14 in a circular direction and united by sandbanks, presented themselves. I did not think myself justified in either approaching them nearer or waiting longer than to procure to a certainty their Latitude and Longitude […].
Die Kokosnussbäume waren die ersten Objekte, die wir sahen, dann den niedrigen Strand, und als wir uns auf 7 Kilometer näherten, zeigte sich eine große Inselgruppe, die offenbar aus 14 in kreisförmiger Anordnung liegenden und durch Sandbänke verbundenen Inseln bestand. Ich hielt es nicht für angebracht, mich ihnen weiter zu nähern oder länger zu warten als [notwendig, um] den Breiten- und Längengrad mit Gewissheit zu festzustellen […].“

De Peyster bemerkte keinerlei Anzeichen von Bewohnern, die Insel war dicht mit Kokospalmen und niedrig wachsenden Büschen bedeckt. Da die Rebecca wegen der starken Brandung nur knapp einer Havarie entgangen war, ankerte das Schiff nicht, sondern umsegelte nur die West- und Nordseite in sicherer Entfernung. De Peyster betrat die Insel nicht.
Am 14. März 1849 erreichten die Schiffe Peacock und Flying Fish der United States Exploring Expedition (US Ex.Ex.) unter Charles Wilkes Funafuti. Bei der Ankunft der Schiffe legten zwei Auslegerkanus von der Insel ab, eines davon, mit fünf Kriegern besetzt, kam längsseits. Die Insulaner präsentierten verschiedene Gegenstände, mit denen sie handeln wollten. Darunter waren Kokosnüsse, geflochtene Matten, Sennit-Streifen (eine Art von Makramee aus Pflanzenfasern), große hölzerne Angelhaken, mit Haifischzähnen besetzte, hölzerne Kampfmesser und Schwerter sowie grob gefertigte Keulen. Die stark tätowierten und nur mit einem Lendenschurz bekleideten Männer schienen mit Europäern vertraut zu sein, denn sie zeigten keinerlei Scheu und erschraken auch nicht, als ein Signalschuss abgefeuert wurde. Sie konnten sich problemlos mit einem Samoaner verständigen, der an Bord der Peacock war. Wilkes schreibt, dass die Inselbevölkerung schätzungsweise 250 Personen umfasste.
Der erste Europäer, der sich auf Funafuti ansiedelte, war der irisch-australische Händler und ehemalige Walfänger John „Jack“ O’Brien. Er kam in den 1850er Jahren nach Funafuti und heiratete Salai, die Tochter des damaligen „Königs“ (aliki tupu). O’Brien hatte zahlreiche Kinder mit mehreren Frauen, deren Nachfahren heute noch zu den angesehensten Familien der Insel gehören.

### Mission
Der Niedergang der alten Naturreligion wurde um 1860 nicht von Missionaren eingeleitet, sondern von Jack O’Brian. Seine Motive waren nicht religiöser Art, sondern von handfesten materiellen Erwägungen bestimmt, denn er war der Auffassung, dass die alte Religion einen Großteil der Zeit der Inselbewohner in Anspruch nähme, die zu seinem Vorteil dem Kopra-Sammeln gewidmet werden sollte. Er erzählte den Insulanern, dass ein Schiff käme, dessen Kapitän gedroht habe, jeden Mann, jede Frau und jedes Kind zu erschießen, wenn sie nicht ihre Geister- und Fetischhäuser zerstören würden. Einige glaubten die Geschichte, doch es regte sich auch Widerstand, sodass O’Brian mit einem einheimischen Helfer selbst zur Tat schritt und die Häuser verbrannte. Der Priester konnte die Idole retten und flüchtete.:335
Die Missionsarbeit auf Funafuti, die 1865 begann, steht in engem Zusammenhang mit der Tätigkeit des Missionars Elekana von der London Missionary Society (LMS) auf der Nachbarinsel Nukulaelae (siehe → Nukulaelae#Mission). Als der Missionar Archibald Wright Murray von der LMS am 16. Mai 1865 auf Funafuti ankam, wurde er zu seinem Erstaunen vom Häuptling mit dem Wunsch begrüßt, in der christlichen Lehre unterwiesen zu werden. Die Bewohner hatten von Elekana und seinem Wirken auf Nukulaelae gehört. Murray ließ Matatia, einen Laienprediger von Samoa, und seine Frau als Lehrer auf der Insel zurück. Sie blieben bis zum Jahr 1868. Der eigentliche Kirchengründer auf Funafuti war jedoch der Missionar Samuel James Whitmee (LMS). Er kam mit dem Missionsschiff John Williams am 3. Oktober 1870 nach Funafuti und war erstaunt festzustellen, dass fast alle der 116 Insulaner lesen und schreiben konnten. Außerdem waren die Menschen mit der Bibel grundlegend vertraut. Whitmee ließ den Samoaner Tema als Priester auf der Insel und suchte 28 Insulaner als die ersten Kirchenhelfer aus. Heute gehört die Mehrzahl der Einwohner der Ekalesia Kelisiano Tuvalu (EKT) an, einer kongregationalistischen, christlichen Religionsgemeinschaft.

### Blackbirder
Zur Mitte des 19. Jahrhunderts kam der Sklavenhandel aus Afrika zum Erliegen. Das hatte auf den großen Haziendas in Südamerika einen Mangel an Arbeitskräften zur Folge. Sogenannte Blackbirder kamen daher auf die Idee, die fehlenden Arbeitskräfte auf den pazifischen Inseln zu rekrutieren. Die Methoden der Kapitäne waren unterschiedlich. In der Regel lockte man die Menschen mit kleinen Geschenken zum Tausch an die Küste oder an Bord der Schiffe. Im besten Fall kamen sie freiwillig mit, im schlimmsten Fall überfiel und fesselte man sie. Einmal an Bord, wurden sie aufgefordert, langjährige Arbeitskontrakte zu unterzeichnen, deren Bedeutung sie nicht verstanden.
Im Mai 1863 kamen mehrere Schiffe aus Peru nach Funafuti, die zwei Boote in die Lagune entsandten. Mit an Bord war Tom Rose, ein Beachcomber von Nukulaelae, der sich als Missionar ausgab, aber den Blackbirdern als Helfer und Dolmetscher diente. Er versprach den Insulanern, ihnen Arbeit mit der Produktion von Kokosöl auf einer anderen Insel zu verschaffen. Neben guter Entlohnung bekämen sie dort Unterricht und religiöse Unterweisung und würden nach einigen Wochen wieder in ihre Heimat gebracht.
Welche Rolle O’Brien bei dieser Art der Rekrutierung von Arbeitskräften spielte, ist unklar. Angeblich wurde er zunächst über die wahre Natur und die Absichten der peruanischen Entführer getäuscht. Doch bevor er herausgefunden hatte, dass es sich um Arbeitsbedingungen ähnlich der Sklaverei handelte und er die Inselbewohner warnen konnte, waren bereits 171 Menschen eingeschifft und nur noch 146, überwiegend Alte, Frauen und Kinder, auf der Insel verblieben. Einer anderen Version zufolge, die von Insulanern verbreitet wird, die nicht mit der O’Brien-Familie verwandt sind, arbeitete O’Brien mit den Entführern zusammen und überredete die Leute an Bord zu kommen, indem er ihnen erzählte, dass es sich um Missionsschiffe handele. Allerdings erscheint dies weniger glaubwürdig, da sich O’Brien mit dem Wegzug zahlreicher Arbeitskräfte selbst geschädigt hätte.
Unter dem Guano Islands Act vom 18. August 1856 erhoben die Vereinigten Staaten Besitzansprüche, von denen jedoch nie Gebrauch gemacht wurde, denn zu einem Guano-Abbau kam es nicht. Mit dem Freundschaftsvertrag zwischen den USA und Tuvalu vom 7. Februar 1979, der am 23. September 1983 in Kraft trat, erloschen die Ansprüche.
Der Autor Robert Louis Stevenson begab sich mit seiner Frau Fanny Van de Grift Stevenson und seinem Stiefsohn Lloyd Osbourne auf dem Handelsschiff Janet Nicholl vom 11. April bis 25. Juli 1890 auf eine ausgedehnte Reise zu mehreren Inseln des Südpazifiks. Am 17. Mai 1890 fuhr das Schiff, ein Toppsegelschoner von 600 Tonnen, in die Lagune ein. Am Nachmittag erkundete Stevenson mit Louis Osbourne die Hauptinsel Fongafale. Im Tagebuch von Fanny Van de Grift Stevenson ist die Wanderung anschaulich beschrieben:

„We saw a little taro and quite a large patch of bananas. There was much marsh and green stagnant pools, and the air was heavy with a hothouse smell. The island seemed unusually wide, but what was our astonishment when we pushed through the bushes and trees to find ourselves not on the sea beach, as we had expected, but on the margin of a large lagoon emptied of its waters almost entirely by the low tide. […] We crossed a bit of mangrove swamp, climbed over loose piled-up shingle […] and at last reached the beach.
Wir sahen ein wenig Taro und ein ziemlich großes Feld mit Bananen. Es gab viel Sumpf sowie Teiche mit grünem, stehendem Wasser, und in der Luft lag ein schwerer Treibhausgeruch. Die Insel schien ungewöhnlich breit zu sein, aber welch eine Überraschung, dass wir uns nicht wie erwartet am Meeresstrand befanden, als wir uns durch die Büsche und Bäume drängten, sondern am Rande einer großen Lagune, deren Wasser bei Ebbe fast vollständig abfloss. […] Wir durchquerten ein Stückchen Mangrovensumpf, kletterten über lose aufgetürmtes Geröll […] und erreichten schließlich den Strand.“

Zwischen Mai und August 1892 fuhr die segel- und dampfgetriebene Sloop HMS Royalist unter Captain (später Admiral) Edward Henry Meggs Davis von Suva, dem Hauptquartier der Western Pacific High Commission, zu den Gilbert-, Ellice- und Marshallinseln. Das Schiff erreichte am 31. Juli 1892 auch Funafuti und Davis blieb bis zum 2. August. Er hatte den Befehl, die Einwohner zu zählen, ihre Religionszugehörigkeit zu bestimmen, ihren allgemeinen Entwicklungs- und Gesundheitszustand zu beurteilen und der Kommission einen vollständigen Bericht darüber vorzulegen. Wegen des zugänglichen und geschützten Ankerplatzes in der Lagune schien sich die Insel als Bekohlungsstation für Kriegsschiffe zu eignen:

„Natives poor but appear very happy and contented. The Island appears capable of producing much more copra if trees are planted properly. The King said all the people wanted British Protection. […] The lagoon is remarkably free from dangers. There is good anchorage in it. Coal might easily be shipped here. Least water at North entrance 3 ½ farthoms.
Die Einheimischen [sind] arm, wirken aber sehr glücklich und zufrieden. Die Insel scheint in der Lage zu sein, viel mehr Kopra zu produzieren, würden die Bäume richtig gepflanzt werden. Der König sagte, das gesamte Volk wolle britischen Schutz. […] Die Lagune ist bemerkenswert frei von Gefahren. Es gibt gute Ankerplätze darin. Hier könnte Kohle problemlos verschifft werden. Die geringste Wassertiefe an der Nordpassage [beträgt] 6,5 m.“

Die Insel hatte, wie Davis feststellte, 231 Einwohner, die für die Firma Henderson and MacFarlane Ltd, Auckland, jährlich zwischen 20 und 30 Tonnen Kopra produzierten.
Nachdem Davis nach Fidschi zurückgekehrt war, entsandte die Western Pacific High Commission unverzüglich die Korvette HMS Curacoa unter dem Kommando von Kapitän Herbert Gibson, um das britische Protektorat über die Inseln der Ellice-Gruppe förmlich einzuleiten. Am 14. September 1892 landete Gibson auf Funafuti und suchte den Häuptling auf, der seine Bitte um Schutz wiederholte. Daraufhin wurde eine Volksversammlung einberufen, in der auch die Einwohner ihr Einverständnis erklärten. Gibson verlas die Proklamationsurkunde, überreichte sie dem „König“ und hisste den Union Jack.
Das britische Protektorat über Funafuti dauerte von 1892 bis 1916. Von 1916 bis 1975 gehörte die Insel zur Kronkolonie der Gilbert- und Elliceinseln (Gilbert und Ellice Islands Colony). Am 1. Oktober 1978 wurde die einstige Kolonie unter der neuen Bezeichnung Tuvalu ein souveräner Staat mit einer parlamentarischen Monarchie (Staatsoberhaupt ist der britische König) und gleichzeitig Mitglied des Commonwealth of Nations.
1894 erreichte der österreichische, in Paris geborene Abenteurer Graf Rudolf Festetics de Tolna mit seinem Schoner Tolna die Insel Funafuti. Er hatte die Yacht von dem Geld der Familie seiner amerikanischen Frau Eila, geborene Haggin, einer Millionenerbin, für eine mehrjährige Pazifikkreuzfahrt auf den Spuren von Robert Louis Stevenson bauen lassen. De Tolna fertigte die ersten Fotos von der Insel sowie Porträts ihrer Bewohner, wobei er bevorzugt die leichtbekleideten, jungen Insulanerinnen aufnahm.
1896 traf eine wissenschaftliche Expedition der Royal Society ein. Der vorrangige Auftrag der Forscher war es, durch die Korallendecke des Atolls in den darunter liegenden vulkanischen Untergrund zu bohren, um Darwins Theorie der Entstehung der Atolle zu beweisen. Die Bohrung wurde in 32 m Tiefe abgebrochen, doch eine weitere Bohrung im Oktober 1898 erreichte 340 m. Der Naturforscher und Malakologe Charles Hedley (* 27. Februar 1862; † 14. September 1926), später Direktor des Australian Museum in Sydney, begleitete die Expedition und sammelte Wirbellose und ethnografische Artefakte für die Museumssammlungen. Seine 1896 erschienene Dokumentation ist eine umfassende wissenschaftliche Abhandlung über die Geographie, Geologie, Vegetation und Ethnologie Funafutis zu jener Zeit.

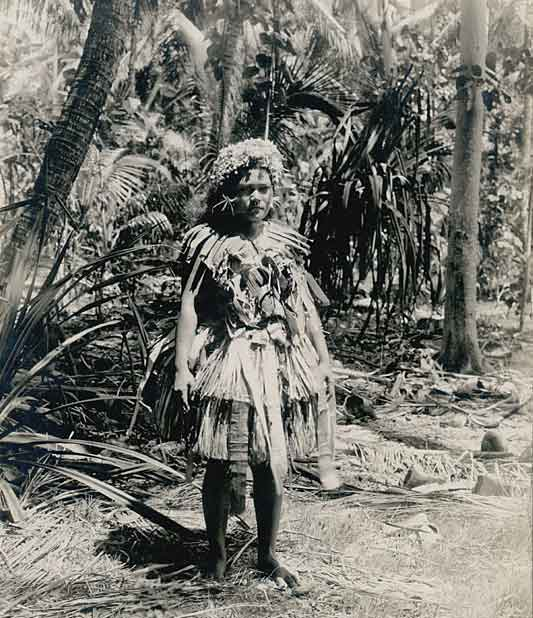
Frau von Funafuti; Foto von Harry Clifford Fassett (1900)

Weitere Fotos der Insel und ihrer Bewohner fertigte der Fotograf und Kartograf Harry Clifford Fassett (1870–1953), der mit dem segel- und dampfgetriebenen Schiff Albatross, einem Forschungsschiff der United States Fish Commission, am 23. Dezember 1900 nach Funafuri kam.

### Zweiter Weltkrieg
Im Jahr 1936 hatte Funafuti 352 Einwohner, darunter war ein Europäer.:162 Das änderte sich im Verlaufe des Pazifikkrieges, als amerikanische Truppen dort stationiert wurden. Am 2. Oktober 1942 erreichten elf Kriegs- und Versorgungsschiffe der US Navy im Rahmen der „Operation Fetlock“ die Insel. Die Amerikaner errichteten eine Basis für Wasserflugzeuge und Torpedoboote, brachten Flugabwehrkanonen auf die Insel und bauten auf Motu Fongafale ein Flugfeld mit einer Startbahn von 2,2 Kilometern Länge (der heutige Funafuti International Airport). Zeitweise waren dort zwei Bomberstaffeln Consolidated B-24 stationiert. Mehrere Monate blieben diese Aktivitäten von den Japanern unbemerkt. Am 11. November 1943 begannen die Angriffe japanischer Bomber von Nauru auf die Inseln Funafuti und Nanumea. Am 13. November 1943 gab es einen weiteren Bombenangriff. Als amerikanische Flugzeuge am 11. Dezember 1943 die japanischen Einrichtungen auf Nauru bombardierten, hörten die Luftangriffe auf. Im weiteren Verlauf des Pazifikkrieges verlor Funafuti für die Kriegführung an Bedeutung und die Präsenz der amerikanischen Streitkräfte wurde zum Ende des Jahres 1943 ausgedünnt.:161

## Infrastruktur

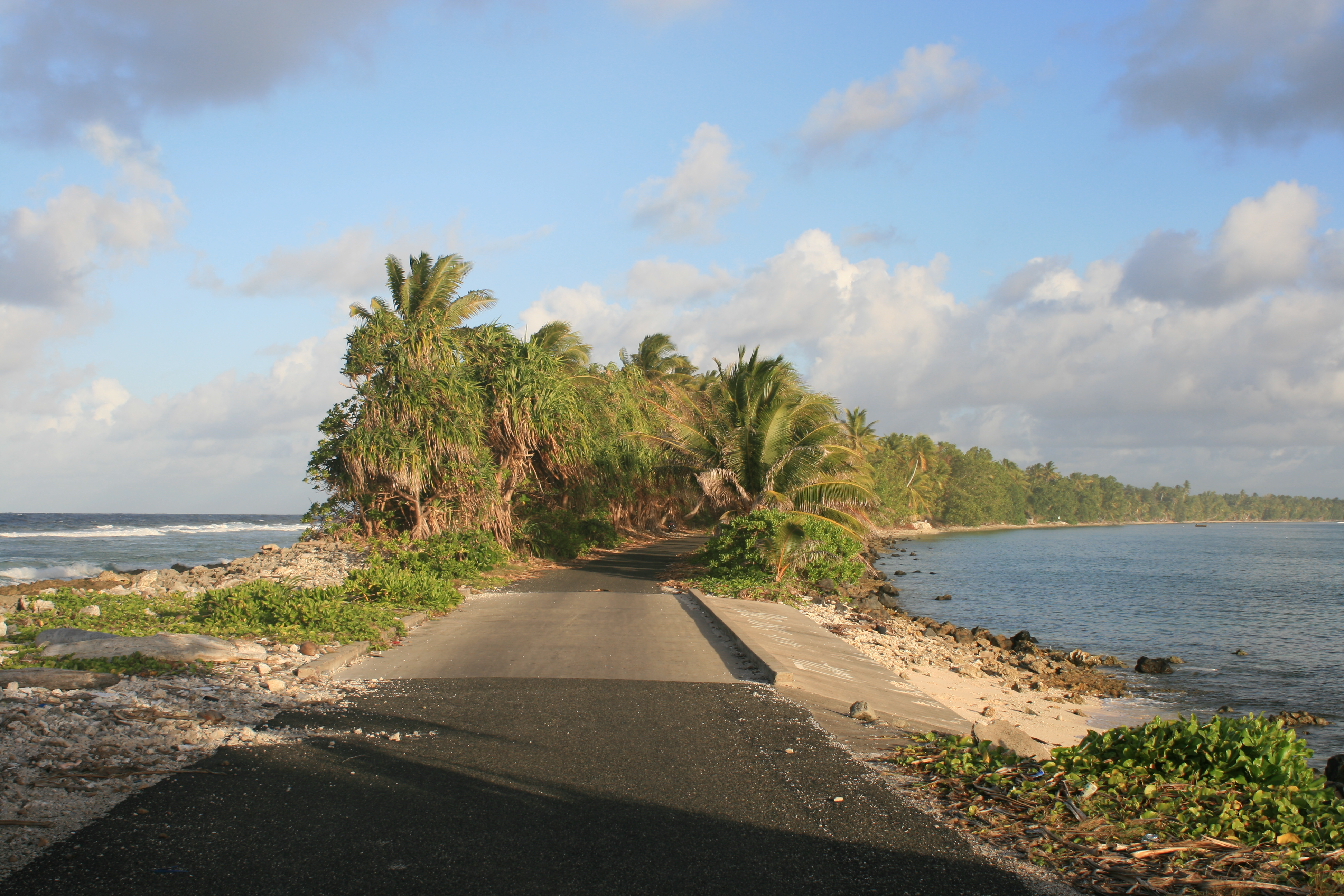
Hauptstraße auf Fongafale

Auf Funafuti gibt es nur eine, etwa zehn Kilometer lange Straße, die die Insel Fongafale auf ganzer Länge von Nord nach Süd durchzieht. Auf dem Atoll befindet sich der 1943 eröffnete Internationale Flughafen Funafuti, der einzige internationale Flughafen von Tuvalu. Das größte und wichtigste Gebäude auf Funafuti ist der Regierungspalast, der Sitz des Parlaments von Tuvalu. Auf Funafuti gibt es ferner die einzige Bank Tuvalus, ein Postamt, zwei Grundschulen, das Gebäude der Telekommunikationsgesellschaft von Tuvalu und ein kleines Krankenhaus.

## Galerie

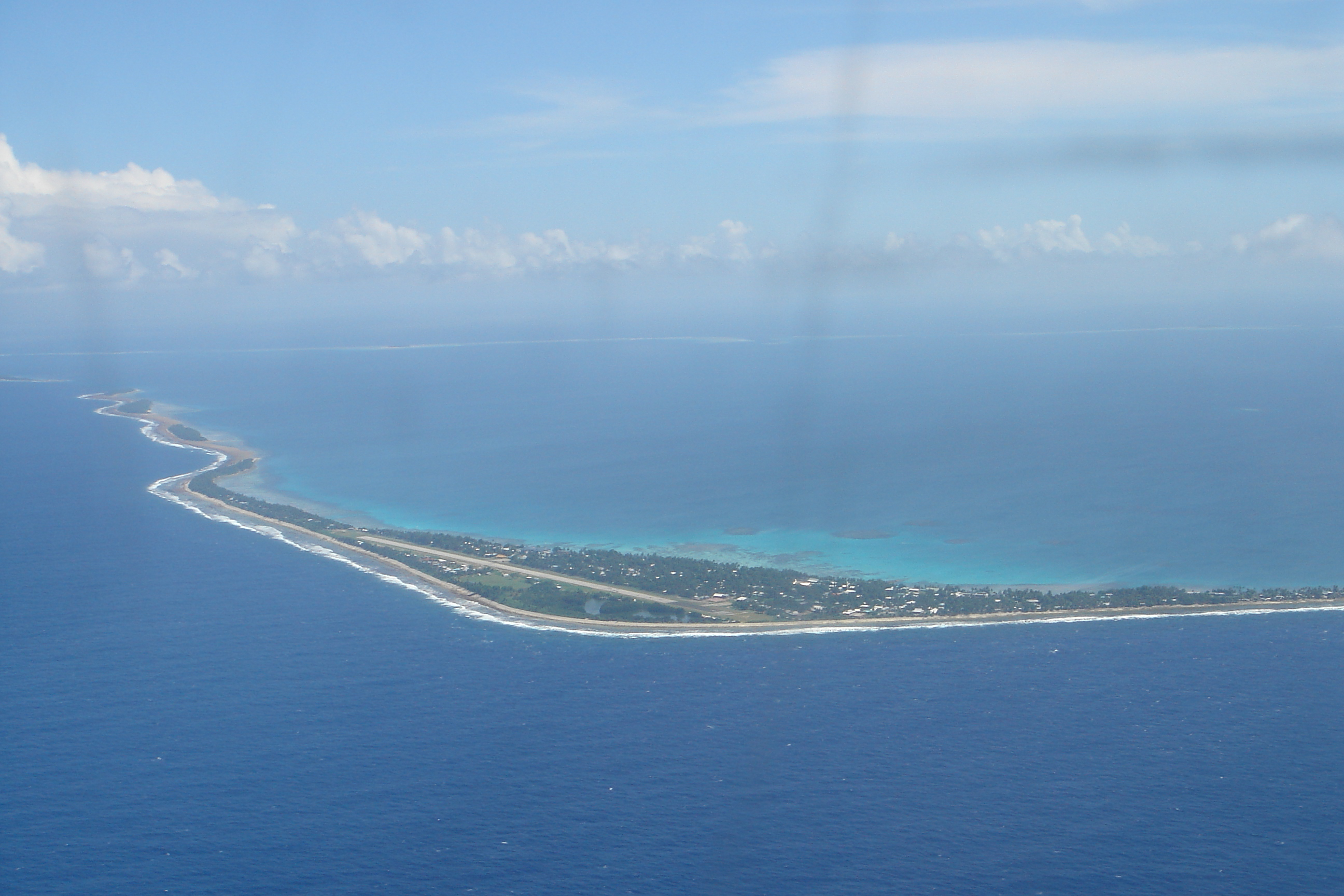
Schrägluftbild von Westen mit Vaiaku im Vordergrund
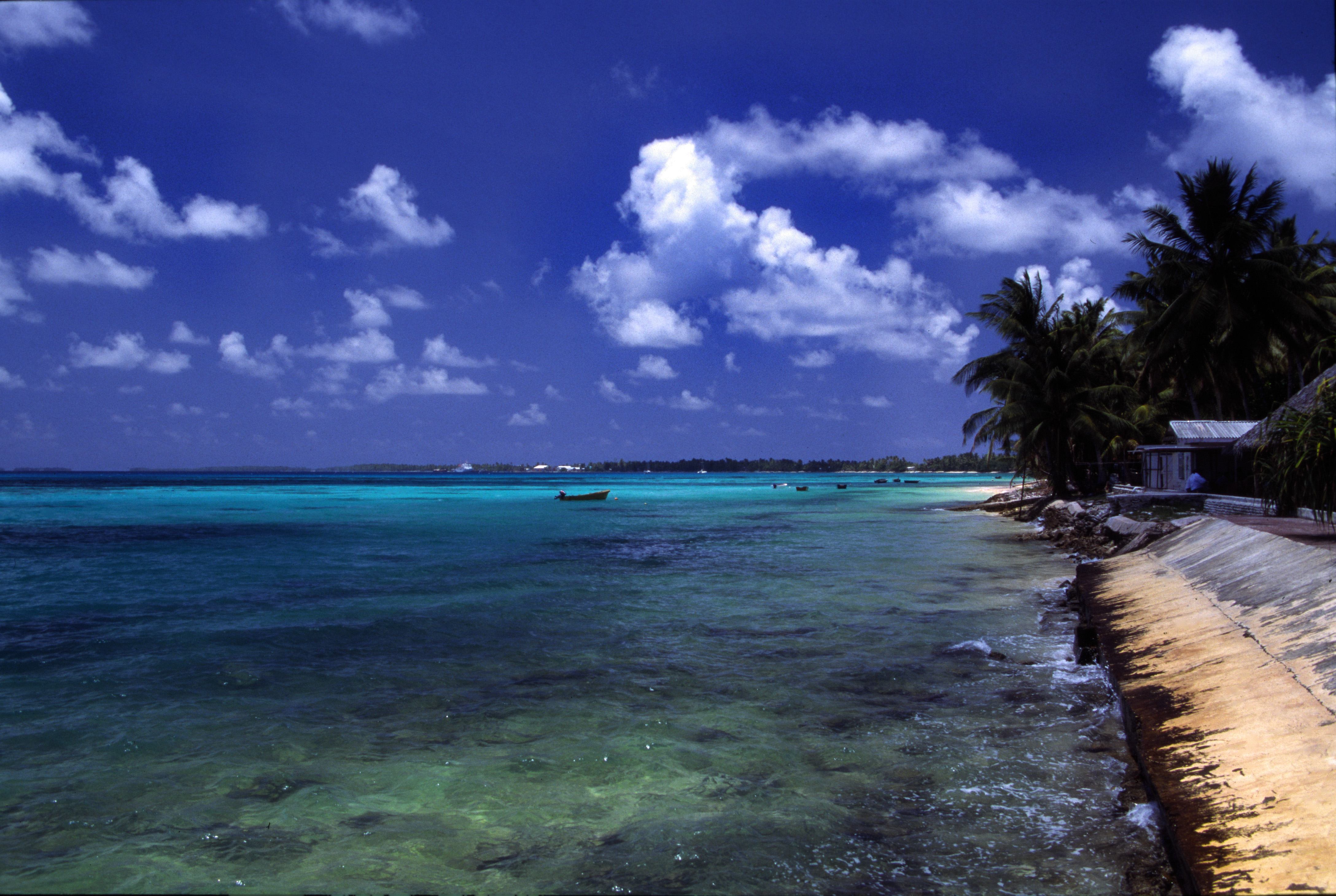
Strand auf Funafuti
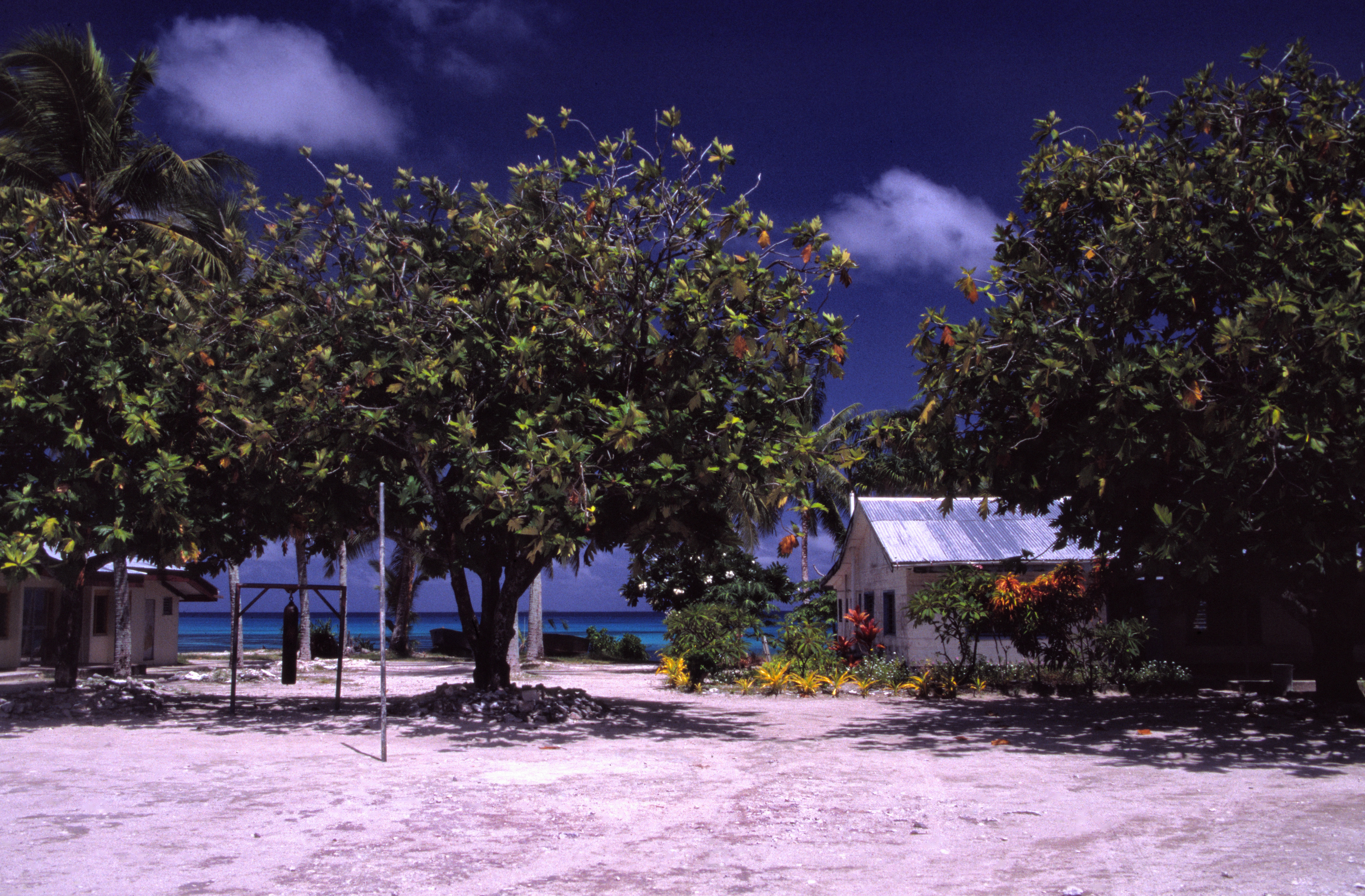
Schule von Funafuti
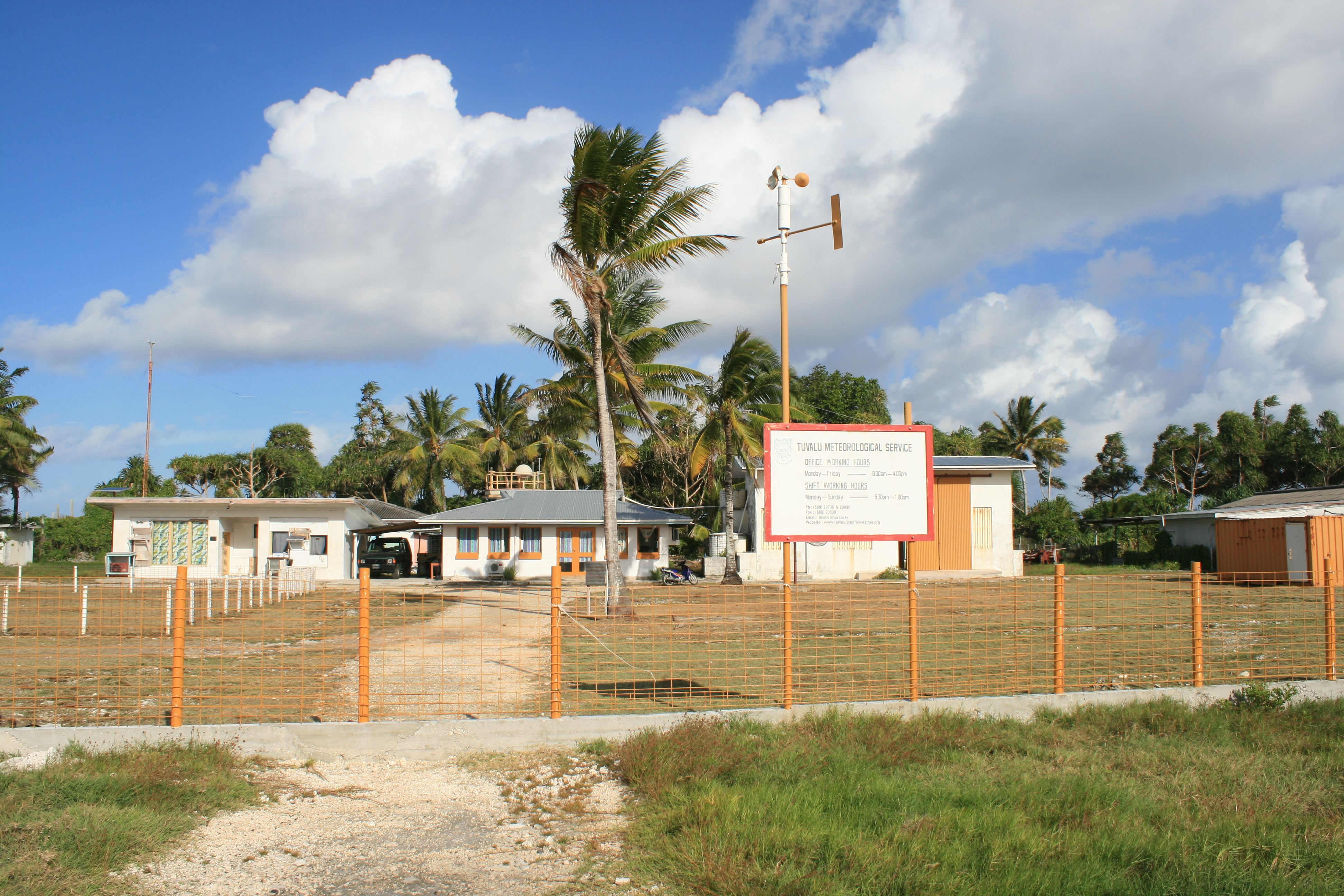
Eine Wetterstation im Osten von Funafuti